# 駐日ギニア大使館
駐日ギニア大使館（フランス語: Ambassade de Guinée au Japon、英語: Embassy of Guinea in Japan）は、ギニアが日本の首都東京に設置している大使館である。

## 沿革
1958年10月2日、ギニアがフランスから独立。同年11月14日、日本はギニアを承認し外交関係を樹立。モスクワの在ソビエト連邦大使館による兼轄を経て、1972年12月、東京に大使館が開設された。

## 所在地
- 住所：〒150-0035 東京都渋谷区鉢山町12-9
- アクセス：東急東横線代官山駅正面口

## 歴代大使
2024年6月6日より、ムッサ・ファンタ・カマラが特命全権大使を務めている。

## 著名な在勤者
- オスマン・サンコン - 日本で活動するギニア人タレント

## ギャラリー

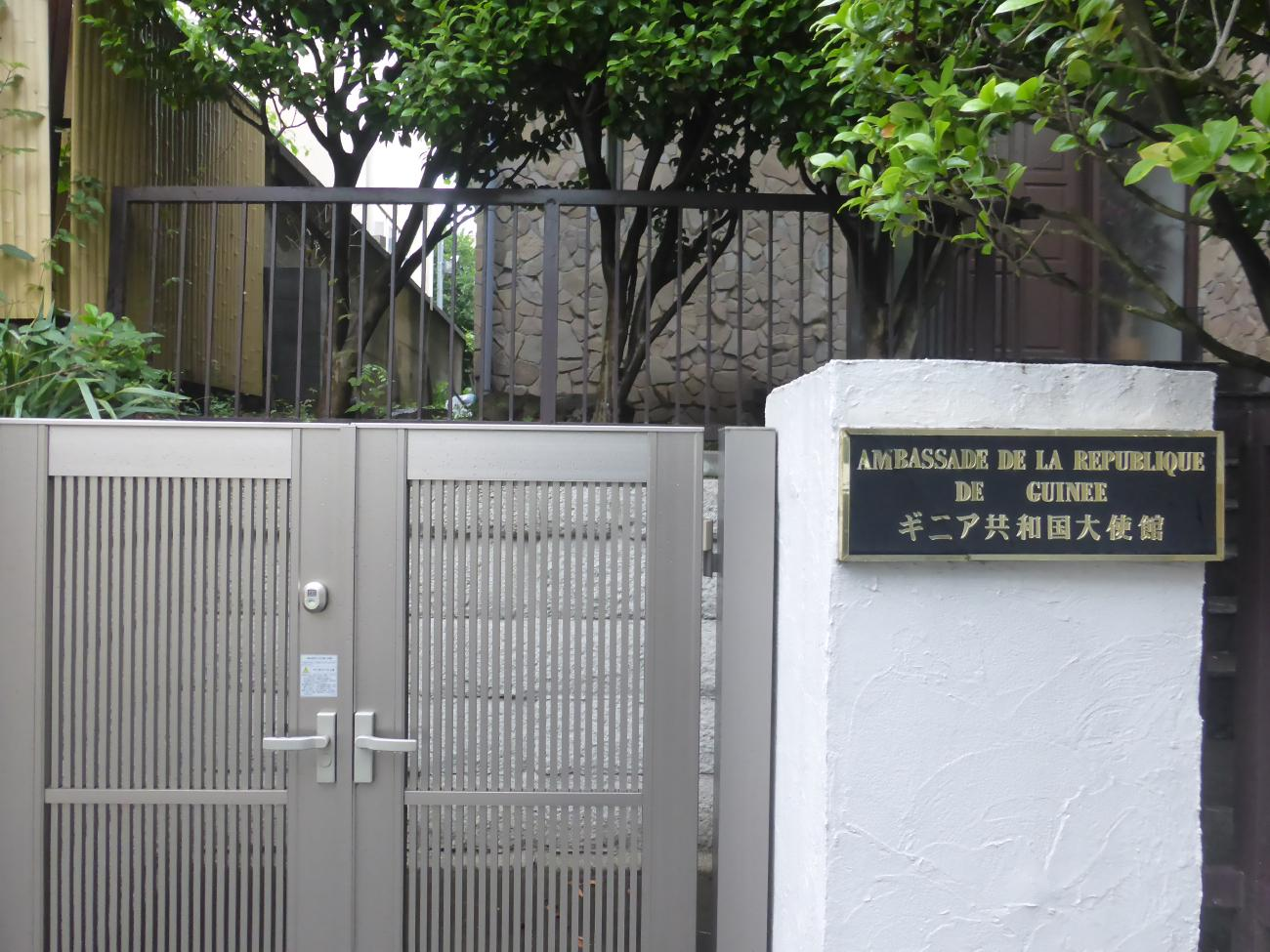
ギニア大使館の表札